# Estado de Malta
O Estado de Malta (em maltês:  Stat ta’ Malta), comumente conhecida como Malta, foi o antecessor da atual República de Malta. Existiu entre 21 de setembro de 1964 e 13 de dezembro de 1974.
A Colônia da Coroa de Malta tornou-se independente sob a Lei de Independência de Malta de 1964, aprovada pelo Parlamento Britânico. Segundo a nova Constituição de Malta, aprovada em referendo realizado em maio daquele ano, a rainha Elizabeth II tornou-se rainha de Malta (em maltês:  Reġina ta' Malta). As suas funções constitucionais foram delegadas ao governador-geral de Malta. Entre 1964 e 1974, Elizabeth II visitou Malta uma vez, em novembro de 1967. 

## Governadores-gerais
Os seguintes governadores-gerais ocuparam cargos em Malta entre 1964 e 1974:
1. Sir Maurice Henry Dorman (21 de setembro de 1964 - 4 de julho de 1971)[3]
2. Sir Anthony Mamo (4 de julho de 1971 - 13 de dezembro de 1974)[4]

## Primeiros-ministros
Os seguintes ocuparam o cargo de primeiro-ministro (e chefe de governo) do Estado de Malta durante este período:
1. Giorgio Borġ Olivier (21 de setembro de 1964 – 21 de junho de 1971)[5]
2. Dom Mintoff (21 de junho de 1971 – 22 de dezembro de 1984)[6]

## Transição para república
Em 13 de dezembro de 1974, na sequência de alterações à Constituição pelo governo trabalhista de Dom Mintoff, a monarquia foi abolida e Malta tornou-se uma república dentro da Commonwealth com a função de chefe de estado investida num presidente nomeado pelo Parlamento. O último governador-geral, Sir Anthony Mamo, foi nomeado o primeiro presidente de Malta. 